# Adetus vanduzeei
Adetus vanduzeei là một loài bọ cánh cứng trong họ Cerambycidae.